# Mohamed Fadhel Kraiem
Mohamed Fadhel Kraiem (arabe : محمد الفاضل كريم), né en 1967, est un homme politique tunisien. Il occupe le poste de ministre des Technologies de la communication de 2020 à 2021. Il est aussi ministre du Transport et de la Logistique par intérim en 2020.

## Biographie

### Études
Originaire de Khniss dans le gouvernorat de Monastir, Mohamed Fadhel Kraiem est diplômé de l'École polytechnique et de Télécom Paris,.

### Carrière professionnelle et politique
Il commence sa carrière en France au sein des groupes Capgemini puis Vivendi, où il est notamment actif pour SFR puis Maroc Telecom,.
En 2006, il intègre Inwi où il occupe le poste de directeur exécutif chargé du réseau et des systèmes d'information,. En 2010, il rentre en Tunisie et devient directeur général adjoint chargé des affaires commerciales et financières de Tunisie Télécom. Il occupe le poste de directeur général de Monoprix à partir de 2016, puis est nommé PDG de Tunisie Télécom en 2017.
Le 27 février 2020, il est nommé ministre des Technologies de la communication et de la Transformation digitale dans le gouvernement d'Elyes Fakhfakh. Le 15 juillet, il est nommé ministre du Transport et de la Logistique par intérim après le limogeage de son prédécesseur dans le cadre du limogeage collectif des ministres d'Ennahdha. Son nom figure sur la liste des ministres proposée par Hichem Mechichi, le 24 août, pour se maintenir à son poste.
Le 2 août 2021, il est limogé par le président Kaïs Saïed.

## Vie privée
Il est marié et père de trois enfants.   